# Nordom
Nordom er den skandinaviske studieforening ved Amsterdams Universitet i Nederlandene.
Nordom blev stiftet 1. januar 2000. Målet er at studerende kan lære hinanden at kende på en uformel og sjov måde. Derfor organiserer foreningen bl.a. filmaftener og forelæsninger. Til jul holdes det såkaldte Julebord, Sankt Hans fejres med en picnic i en park. Desuden udgiver Nordom også sit eget blad, OmNorden, to gange om året.
Foreningen har næsten 100 medlemmer (2007).

## Ekstern henvisning
Nordoms hjemmeside (nederlandsk/hollandsk)